# Embaixada da Croácia em Brasília
A Embaixada da Croácia em Brasília é a principal representação diplomática croata no Brasil. Fica no Lago Sul. O atual embaixador é Ranko Vilović.

## Serviços
A embaixada realiza os serviços protocolares das representações estrangeiras, como o auxílio aos australianos que moram no Brasil e aos visitantes vindos da Austrália e também para os brasileiros que desejam visitar ou se mudar para o país, a comunidade brasileira na Croácia é estimada em trezentas pessoas.

## Diplomacia
Outras ações que passam pela embaixada são as relações diplomáticas com o governo brasileiro nas áreas política, econômica, cultural e científica. O Brasil reconheceu a independência da Croácia em 24 de janeiro de 1992 e suas relações foram firmadas em 23 de dezembro. A Croácia fundou sua embaixada em Brasília em 1997, enquanto o Brasil fundou a sua em Zagrebe em 2006. Os dois países mantém uma cooperação econômica, especialmente nas áreas naval e de energia, e relações comercias com trocas na casa dos 110 milhões de dólares.

Além da embaixada de Brasília, a Croácia conta com mais um consulado honorário em Curitiba.